# Gőgh Kálmán
Gőgh Kálmán, Koloman Gögh (Kladno, 1948. január 7. – Lajtakáta, 1995. november 11.) magyar származású csehszlovák válogatott labdarúgó, hátvéd, edző. Közlekedési baleset áldozata lett. 

## Pályafutása

### A csehszlovák válogatottban
1974 és 1980 között a csehszlovák válogatottban 55 alkalommal szerepelt és 1 gólt szerzett. Tagja volt az 1976-ban Európa-bajnok, 1980-ban Európa-bajnoki bronzérmes csapatnak. Az FK Gúta stadionját róla nevezték el.

### Edzőként
Először a dunaszerdahelyi DAC csapatban kezdte edzői pálya futását. Itt nem csak focizott a kezdő 11-ben, de segédedzőként is segítette a csapatot.

Aztán asszisztens lett a Slovannál.

## Sikerei, díjai
- Európa-bajnokság
  - aranyérmes: 1976, Jugoszlávia
  - bronzérmes: 1980, Olaszország
- Csehszlovák bajnokság
  - bajnok: 1973–74, 1974–75
  - 2.: 1971–72, 1975–76
- Csehszlovák kupa
  - győztes: 1974
  - döntős: 1972, 1976